# Dziewczyna z brzoskwiniami
Dziewczyna z brzoskwiniami, ros. Девочка с персиками, Diewoczka s piersikami, inna nazwa: Portret W.S. Mamontowej, ros. Портрет В. С. Мамонтовой, Portriet W.S. Mamontowoj – obraz olejny rosyjskiego malarza Walentina Sierowa. Dzieło powstało w 1887 roku. Znajduje się w Galerii Tretiakowskiej. Na obrazie jest przedstawiona dwunastoletnia córka mecenasa Sawwy Iwanowicza Mamontowa – Wiera.

## Historia obrazu
Walentyn Sierow namalował obraz Dziewczyna z brzoskwiniami we wsi Abramcewo – w siedzibie Mamontowów. Malarz odwiedził przyjaciela i mecenasa po powrocie z Włoch, gdzie poznawał dzieła sztuki zachodnioeuropejskich twórców.
Obraz powstał w 1887 roku. Sierow poświęcił na jego tworzenie około trzech miesięcy. Dzieło przedstawia dwunastoletnią Wierę Mamontową (20 października 1875 – 27 grudnia 1907), córkę Sawwy Iwanowicza i Jelizawiety Grigorjewny Mamontowów. Portret Wiery Sierow malował kilkakrotnie w późniejszym okresie.
Dziewczyna z brzoskwiniami zyskała podczas ekspozycji uznanie wśród młodych malarzy i krytyków sztuki. Obraz jest jednym z pierwszych rosyjskich dzieł impresjonistycznych. Przez długi czas wystawiony był w domu Mamontowów. Później został przekazany do Galerii Tretiakowskiej, a w siedzibie w Abramcewie wystawiona jest współcześnie jego kopia.

## Opis obrazu
Centralną postacią obrazu jest dziewczyna. Ubrana jest w różową bluzkę. Z tyłu oświetlona jest wpadającymi przez okna łagodnymi promieniami porannego słońca. Ubranie dziewczyny tworzy kontrast z bladym wystrojem pokoju jadalnego. Dziewczynka siedzi przy stole, na którym leży kilka brzoskwiń. Jedną z nich bohaterka trzyma w rękach. Dziewczynka nie jest niczym zajęta. Wydaje się, że nie ma specjalnej ochoty na zjedzenie owocu – po prostu go trzyma.
Dziewczyna z brzoskwiniami jest namalowana energiczną kreską. Obraz jest przepełniony optymizmem i radością. Różni się od znanych dzieł francuskich impresjonistów. Sierow nie rozpuszcza świata materialnego w świetle i powietrzu, lecz próbuje wyrazić jego przyziemność, co poniekąd zbliża malarza do jego poprzedników – realistów Ilji Riepina i Pawła Czistiakowa. Wiele uwagi Sierow poświęcił szczegółom na twarzy dziewczynki. Wzrok bohaterki, skierowany na widza, promienieje dziecięcą niewinnością i szczęściem, a jednocześnie powagą.
Obraz jest zarazem portretem i widokiem. Malarz połączył w nim oba rodzaje. W ten sposób stworzył zupełnie nowy styl w malarstwie rosyjskim.